# Chrysopetalidae

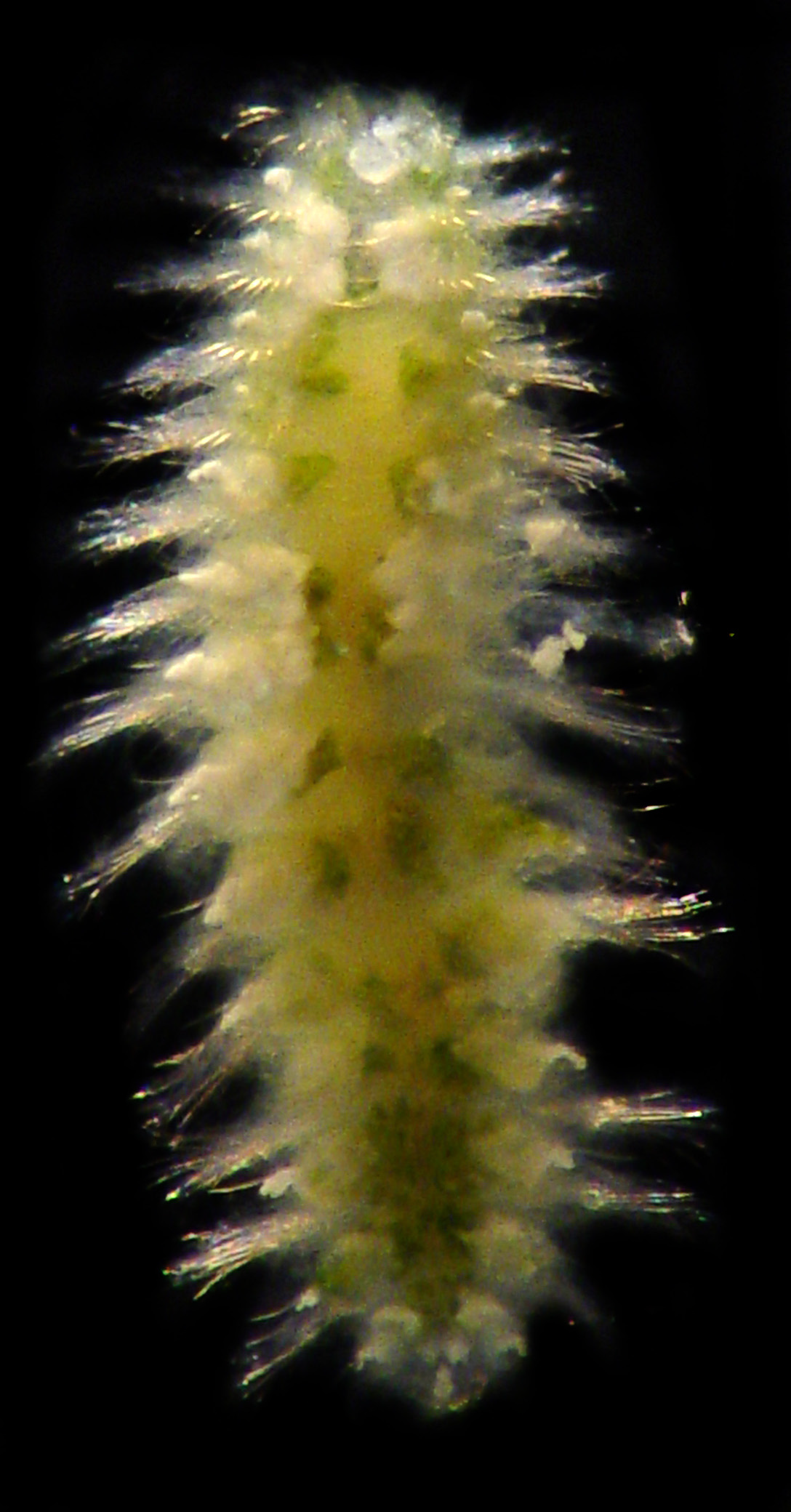
Hyalopale bispinosa

Die Chrysopetalidae sind eine Familie mittelgroßer bis großer, meist räuberischer oder als Aasfresser lebender Vielborster (Polychaeta) mit weltweit über 100 Arten.

## Merkmale
Die Vielborster der Familie Chrysopetalidae haben eine deutlich sichtbare Segmentierung, wobei viele Arten eine konstante Anzahl an Segmenten haben. Die Vielborster der Familie Chrysopetalidae haben einen kurzen oder länglichen, meist abgeflachten und zerbrechlichen Körper mit wenigen oder vielen Segmenten. Die Arten der Unterfamilie Chrysopetalinae tragen auf ihrer Rückenseite einen Fächer oder eine Querreihe von Paleae, breite, flache Borsten mit goldener, silberner oder kupferner Färbung. Statt dieser Paleae besitzen die Dysponetinae dünne, spitze Borsten, die Calamyzinae teilweise ebenfalls Borsten und teilweise weder Borsten noch Paleae. Das deutlich abgesetzte Prostomium (Kopflappen) trägt Tentakel und in manchen Arten Augen (manche Arten haben keine) sowie hinten ein Nuchalorgan, und das Buccal-Segment hat auf jeder Seite 2 oder 4 Tentakel-Cirren. Die Parapodien sind einästig oder zweiästig mit dorsalen Cirren an allen Segmenten. Die bauchseitigen Borsten sind zusammengesetzt. Am Pygidium sitzen zwei Cirren oder konische Anhänge. Der Pharynx ist mit meist zwei Kiefern ausgestattet.

## Verbreitung
Die Chrysopetalidae sind in Meeren der gemäßigten bis zu den tropischen Breiten weltweit von der Gezeitenzone bis in mindestens 6000 m Tiefe verbreitet.

## Ernährung
Die Chrysopetalidae leben als Aasfresser und Fleischfresser, die ihre Nahrung aktiv suchen, in Felsspalten, Bohrlöchern anderer Arten in Korallenskeletten, toten Schalen beziehungsweise Schill, zwischen Seegraspflanzen und zwischen den Wohnröhren von Röhrenwürmern und Wurmschnecken vom Ufer bis in große Tiefen in schlammigen und sandigen Sedimenten, die Kies oder Schill enthalten. Lebensraum und Ernährungsweise variieren innerhalb der Familie recht stark. Arten der Gattung Paleaequor leben nahezu ausschließlich auf Sand. Die Gattung Strepternos besteht aus Tiefseearten mit dichen, stumpf gesägten, stilettartigen Kiefern und wurden beim Fressen von Bohrmuscheln (Pholadidae: Gattung Xylophaga) beobachtet. Arten der Gattungen Paleanotus und Treptopale ernähren sich dagegen von großen Algen. Es gibt in der Gattung Paleanotus aber auch Arten, die als Kommensalen oder Parasiten in den Kiemen beziehungsweise dem Carapax von Muscheln oder Krebsen leben. Auch viele Gattungen der Unterfamilie Calamyzinae leben in enger Assoziation mit anderen Wirbellosen, die meisten in den Kiemen von Muscheln.

## Entwicklungszyklus
Die Chrysopetalidae sind getrenntgeschlechtlich. Männchen und Weibchen entlassen ihre Gameten ins freie Meerwasser, wo die Befruchtung stattfindet. Die Eier sind oft rosa und messen je nach beschriebener Art zwischen 27 und 100 μm im Durchmesser. Die befruchteten Eier entwickeln sich zu frei schwimmenden Trochophora-Larven, die anfangs noch reich an Dotter sind und erst in späteren Stadien anfangen, Phytoplankton zu fressen. Es gibt aber auch Arten, die bis zum Absinken des Tiers mit 6 bis 7 Segmenten und ersten Paleae und dessen Metamorphose zum kriechenden Wurm von Dotterreserven oder Fetttröpfchen im Darmkanal leben. Die schwimmende Phase bis zu einem Stadium mit sechs Segmenten kann bis zu drei Wochen dauern und die Metamorphose bis zum Finden eines geeigneten Substrats verzögert werden, was eine weite Verbreitung der Larven ermöglicht.

## Gattungen
Die Arten der Familie Chrysopetalidae werden zu 28 Gattungen in 3 Unterfamilien gezählt:
- Calamyzinae Hartmann-Schröder, 1971
  - Boudemos Watson, Carvajal, Sergeeva, Pleijel & Rouse, 2016
  - Calamyzas Arwidsson, 1932
  - Craseoschema Ravara & Aguado, 2019
  - Flascarpia Blake, 1993
  - Iheyomytilidicola Miura & Hashimoto, 1996
  - Laubierus Blake, 1993
  - Micospina Watson, Carvajal, Sergeeva, Pleijel & Rouse, 2016
  - Miura Blake, 1993
  - Mytilidiphila Miura & Hashimoto, 1993
  - Natsushima Miura & Laubier, 1990
  - Nautiliniella Miura & Laubier, 1990
  - Petrecca Blake, 1990
  - Santelma Blake, 1993
  - Shinkai Miura & Laubier, 1990
  - Spathochaeta Jimi, Moritaki & Kajihara, 2019[3]
  - Thyasiridicola Miura & Hashimoto, 1996
  - Vesicomyicola Dreyer, Miura & Van Dover, 2004
  - Vigtorniella Kiseleva, 1996
- Chrysopetalinae Ehlers, 1864
  - Chrysopetalum Ehlers, 1864
  - Hyalopale Perkins, 1985
  - Paleaequor Watson Russell, 1986
  - Paleanotus Schmarda, 1861
  - Pseudodysponetus Böggemann, 2009
  - Strepternos Watson Russell, 1991
  - Thrausmatos Watson, 2001
  - Treptopale Perkins, 1985
- Dysponetinae Aguado, Nygren & Rouse, 2013
  - Dysponetus Levinsen, 1879
- ohne Unterfamilie
  - Acanthopale San Martín, 1986
  - Arichlidon Watson Russell, 1998
  - Bhawania Schmarda, 1861